# Taxillus levinei
Taxillus levinei är en tvåhjärtbladig växtart som först beskrevs av Elmer Drew Merrill, och fick sitt nu gällande namn av Hua Shing Kiu. Taxillus levinei ingår i släktet Taxillus och familjen Loranthaceae. Inga underarter finns listade i Catalogue of Life.